# Pointe de Ronce
Pour les articles homonymes, voir Ronce.
La pointe de Ronce (3 612 m) est le point culminant du massif du Mont-Cenis, en Savoie, à l'est de la route menant au col. Géographiquement, cette montagne est placée entre la Maurienne en France et le val de Suse en Italie mais, à la suite du traité de Paris de 1947, la pointe de Ronce, comme la plupart du massif du Mont-Cenis, a été incorporée dans le territoire français.
Elle domine le glacier de l'Arcelle Neuve et le glacier du Vieux.